# Милорад Вучелић
Милорад Вучелић (Сивац, 17. јун 1948) српски је правник, новинар, уредник, спортски радник и политички функционер.
Бивши је председник фудбалског клуба Партизан и бивши функционер Социјалистичке партије Србије где је био близак сарадник Слободана Милошевића.

## Биографија
Основну школу је завршио у Црвенки, а гимназију у Врбасу. Касније је дипломирао на Правном факултету у Београду.
Почетком 1993. постао је генерални директор Радио-телевизије Србије. Са тог места је смењен 1995. године, али га је Милошевић у активну политику вратио 1997. године.
Вучелић је најпре уређивао лист „Студент”, па „Књижевне новине” и „Књижевну реч”, а водио је и Студентски културни центар у Београду.
Био је потпредседник СПС-а и у три мандата народни посланик у Скупштини Србије. Био је директор и председник Управног одбора Kомуне, управник и уметнички директор „Звездара театра” и Будва град театра.
Био је члан Управног одбора ФK Партизан, председник Рукометног савеза Југославије и Рукометног савеза Србије.
Данас је власник недељника „Печат”. Од 2017. обавља функцију главног и одговорног уредника „Вечерњих новости”.

## Приватни живот
Био је у браку са глумицом Љиљаном Драгутиновић са којом има сина Бранислава и ћерку Ану.

## Одликовања
- Орден Светог Саве другог реда[3]

## Дела
- Аргумент против неутралног[4]
- Осумњичено друштво[4]
- Разговори са епохом[4]
- Косово - корени сепаратизма[4]